# Bardin Knoll
Bardin Knoll är en kulle i Antarktis. Den ligger i Östantarktis. Australien gör anspråk på området. Toppen på Bardin Knoll är 80 meter över havet.
Terrängen runt Bardin Knoll är huvudsakligen lite kuperad. Trakten är obefolkad. Det finns inga samhällen i närheten. 